# 제1전투비행단 (대한민국)
제1전투비행단(第一戰鬪飛行團, 영어: ROKAF 1st Fighter Wing)은 광주광역시 광주공항에 주둔하고 있는 대한민국 공군의 전투 비행단이다. 공군 준장이 지휘하며, 구호는 "First & Best"이다.
한국 전쟁이 진행중인 1951년 8월 1일에 제101, 102 전투비행대대로 편성된 제10비행전대를 배속받아 창설되었다.
2003년 7월 1일에 창설된 남부전투사령부에 배속 전환되었다.
2016년 1월 1일에 창설된 공중전투사령부에 배속 전환되었다.

## 사건사고
- 1991년 12월 13일에 광주 상공에서 훈련 비행중 공중추돌 사고로 F-5A가 광주 서구 유덕동에 추락해 1명이 순직하였다.
- 2013년 8월 28일, 훈련중이던 T-50 골든이글 1대가 추락하여 조종사 2명이 순직하였다.[2]
- 2016년 5월 31일 광주 광산구 공군 제1전투비행단 활주로에서 학생 조종사가 몰던 T-50 골든이글 훈련기가 착륙 도중 기체가 파손되었다.[3]

## 부대
- 제189비행교육대대
- 제206전투비행대대
- 제216비행교육대대

## 소속
- 공군본부, 1951년 8월 1일 ~  1961년 6월 30일
- 작전사령부, 1961년 7월 1일 ~ 2003년 6월 30일
- 남부전투사령부, 2003년 7월 1일 ~ 2015년 12월 31일
- 공중전투사령부,  2016년 1월 1일